# Hypoatherina barnesi
Hypoatherina barnesi és una espècie de peix pertanyent a la família dels aterínids.

## Descripció
- Pot arribar a fer 10 cm de llargària màxima (normalment, en fa 4).
- 6-8 espines i 8-12 radis tous a l'aleta dorsal i 1 espina i 12-17 radis tous a l'anal.
- 15-19 branquiespines.
- Té una franja mediolateral ampla, la qual s'eixampla encara més entre l'anus i l'aleta anal.
- La segona aleta dorsal comença després de l'inici de l'aleta anal.[6][7][8][9][10][11]

## Reproducció
Les femelles són gràvides en assolir els 4-4,5 cm de llargària al juliol i a l'hemisferi nord.

## Depredadors
A causa del seu gran nombre, és probablement important com a aliment per a peixos més grossos.

## Hàbitat
És un peix marí, associat als esculls i de clima tropical (12°N-20°S).

## Distribució geogràfica
Es troba a la conca Indo-Pacífica: des de l'Àfrica oriental fins al nord de les illes Cook, Nova Guinea, les illes Marshall, el nord d'Austràlia, Nova Caledònia i Fiji.

## Costums
Moles senceres d'aquest peix es poden veure saltar fora de l'aigua durant el dia per evitar els depredadors. A més, és una espècie fàcilment atreta per la llum.

## Observacions
És inofensiu per als humans.